# 100 m stylem dowolnym

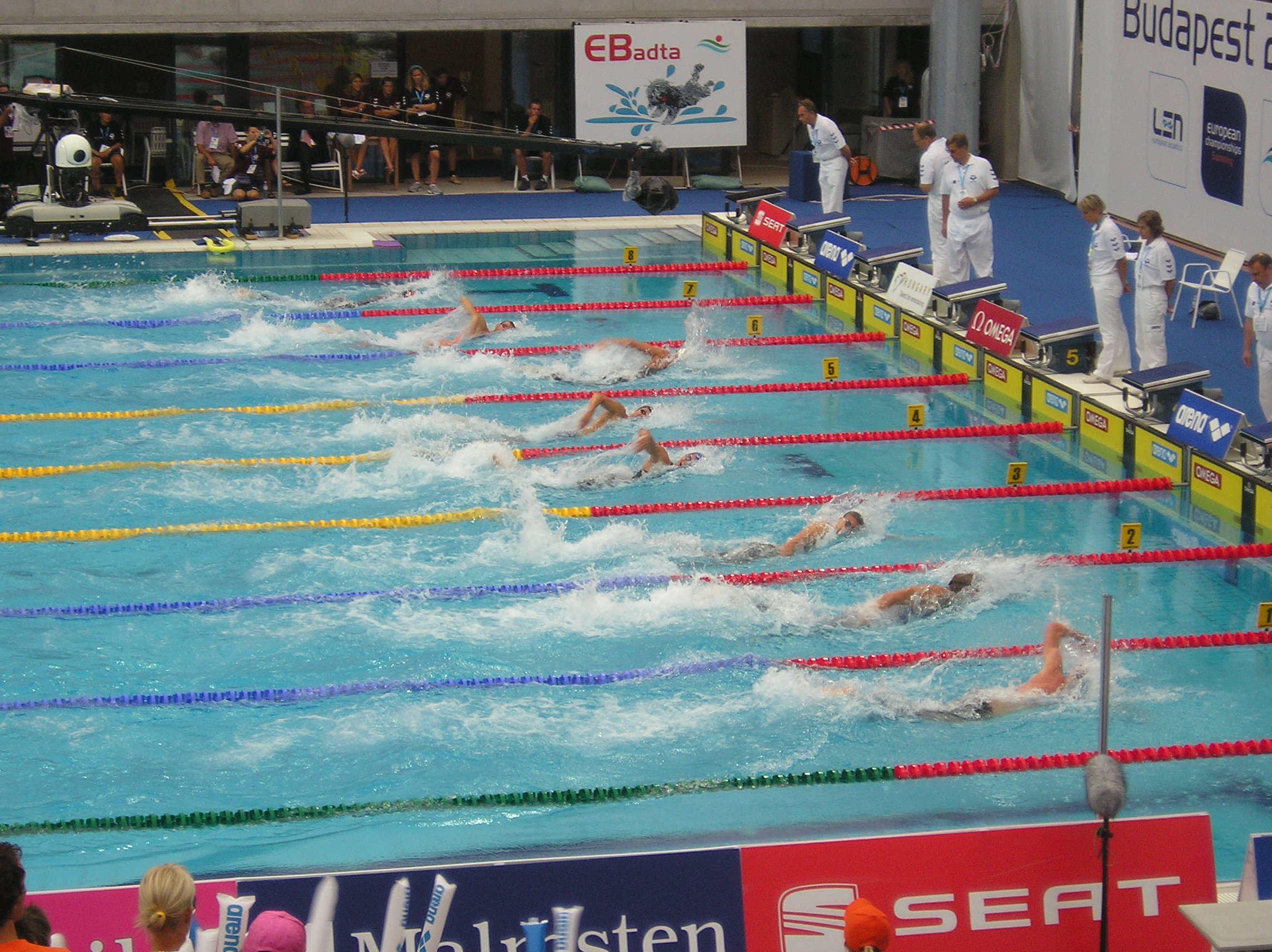
Mężczyźni płynący 100 metrów stylem dowolnym podczas Mistrzostw Europy w Pływaniu 2006

100 m stylem dowolnym – jeden z krótszych dystansów w pływaniu, ale najbardziej prestiżowy w tym stylu. Jest rozgrywany na igrzyskach olimpijskich.

## Mistrzostwa Polski
Obecny mistrz Polski:
- Jakub Kraska / Karol Ostrowski (2021)[1]

Obecna mistrzyni Polski:
- Alicja Tchórz (2021)[2]

## Mistrzostwa świata(basen 50 m)
Obecny mistrz świata:
- David Popovici (2022)

Obecna mistrzyni świata:
- Mollie O’Callaghan (2022)

## Mistrzostwa świata(basen 25 m)
Obecny mistrz świata:
- Alessandro Miressi (2021)

Obecna mistrzyni świata:
- Siobhan Haughey (2021)

## Mistrzostwa Europy
Obecny mistrz Europy:
- David Popovici (2022)

Obecna mistrzyni Europy:
- Marrit Steenbergen (2022)

## Letnie igrzyska olimpijskie
Obecny mistrz olimpijski:
- Caeleb Dressel (2021)

Obecna mistrzyni olimpijska:
- Emma McKeon (2021)

## Rekordy Polski, Europy i świata (basen 50 m)
|           | Imię i nazwisko | Czas    | Miejsce ustanowienia | Data             |         |         |
| Kobiety   | Kobiety         | Kobiety | Kobiety              | Kobiety          | Kobiety | Kobiety |
| --------- | --------------- | ------- | -------------------- | ---------------- | ------- | ------- |
| WR        | Sarah Sjöström  | 51,71   | Budapeszt (Węgry)    | 23 lipca 2017    |         |         |
| ER        | Sarah Sjöström  | 51,71   | Budapeszt (Węgry)    | 23 lipca 2017    |         |         |
| RP        | Katarzyna Wilk  | 54,22   | Olsztyn (Polska)     | 16 maja 2019     |         |         |
| Mężczyźni |                 |         |                      |                  |         |         |
| WR        | Pan Zhanle      | 46,40   | Paryż (Francja)      | 31 lipca 2024    |         |         |
| ER        | David Popovici  | 46,86   | Rzym (Włochy)        | 13 sierpnia 2022 |         |         |
| RP        | Konrad Czerniak | 48,22   | Rzym (Włochy)        | 29 lipca 2009    |         |         |

## Rekordy Polski, Europy i świata (basen 25 m)
|           | Imię i nazwisko  | Czas    | Miejsce ustanowienia | Data                 |         |         |
| Kobiety   | Kobiety          | Kobiety | Kobiety              | Kobiety              | Kobiety | Kobiety |
| --------- | ---------------- | ------- | -------------------- | -------------------- | ------- | ------- |
| WR        | Cate Campbell    | 50,25   | Adelaide (Australia) | 26 października 2017 |         |         |
| ER        | Sarah Sjöström   | 50,58   | Eindhoven (Holandia) | 11 sierpnia 2017     |         |         |
| RP        | Katarzyna Wasick | 51,81   | Budapeszt (Węgry)    | 2 listopada 2020     |         |         |
| Mężczyźni |                  |         |                      |                      |         |         |
| WR        | Kyle Chalmers    | 44,84   | Kazań (Rosja)        | 29 października 2021 |         |         |
| ER        | Amaury Leveaux   | 44,94   | Rijeka (Chorwacja)   | 13 grudnia 2008      |         |         |
| RP        | Kacper Majchrzak | 46,19   | Berlin (Niemcy)      | 6 sierpnia 2017      |         |         |